# Claoxylon setosum
Claoxylon setosum är en törelväxtart som beskrevs av Mark James Coode. Claoxylon setosum ingår i släktet Claoxylon och familjen törelväxter.
Artens utbredningsområde är Réunion. Inga underarter finns listade i Catalogue of Life.